# سنت كبير

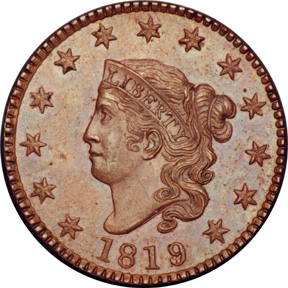
عملة معدنية كبيرة من فئة "ماترون هيد" تعود إلى عام 1819.

كان السنت الكبير للولايات المتحدة عبارة عن عملة معدنية بقيمة اسمية تبلغ1⁄100 الأمريكي. وكان قطرها الاسمي 11⁄8 بوصة (28.57 مم). سكت أول عملة رسمية من فئة السنت الكبير في عام 1793 واستمر إنتاجها حتى عام 1857 عندما استبدلت رسميًا بعملة السنت الواحد ذات الحجم الحديث (المعروفة باسم البنس).
كانت السنتات الكبيرة مصنوعة من النحاس النقي تقريباً أو النحاس النقي كالذي خرج من الصهر دون إضافة أي معادن أخرى بأسلوب متعمد (مثل تلك الموجودة في البرونز).

## التاريخ العام
سكت العملة المعدنية الكبيرة لأول مرة في عام 1793 وسكت كل عام من عام 1793 إلى عام 1857 باستثناء عام 1815. عندما أعلنت الولايات المتحدة الحرب في عام 1812 ضد بريطانيا العظمى تأثرت العملة المعدنية. وأدى الحظر الذي فرضته الحرب العالمية الثانية على الشحنات إلى عدم تمكن دار سك العملة من الحصول على أي قطع نحاسية جديدة والتي استوردت من بريطانيا العظمى لضرب العملات المعدنية. لقد اعتمدت الدار على العرض الذي كان لديها وضربت العملات المعدنية في عام 1815. بعد انتهاء الحرب في عام 1815 لم يهدر دار السك أي وقت في طلب قطع نقدية جديدة. لسبب غير معروف لم تأرخ أي عملات معدنية تعود إلى عام 1815 من العرض الذي كان لدى دار سك العملة في تلك الأثناء. ربما لم يتبق كمية كبيرة من البلانشيتس وعندما استلمت بلانشيتس جديدة ربما كان من الأسهل استخدام التصميم والتاريخ القديمين. ومع ذلك هناك اختلاف طفيف في نمط "4" والذي قد يشير إلى العملات المعدنية التي سكت في العام التالي. بالإضافة إلى نقص النحاس قام الناس أيضًا بتخزين المعادن الثمينة أثناء الحرب. تظهر أحيانًا عملات معدنية معدلة وخيالية تحمل تاريخ 1815.
أنتجت دار سك العملة في فيلادلفيا جميع السنتات الكبيرة والتي تحتوي على ضعف كمية النحاس الموجودة في نصف السنت. وهذا جعل العملات المعدنية ضخمة وثقيلة وأكبر من العملات المعدنية الأمريكية الحديثة.

### سنتات الشعر المتدفق سلسلة خلفية (1793)

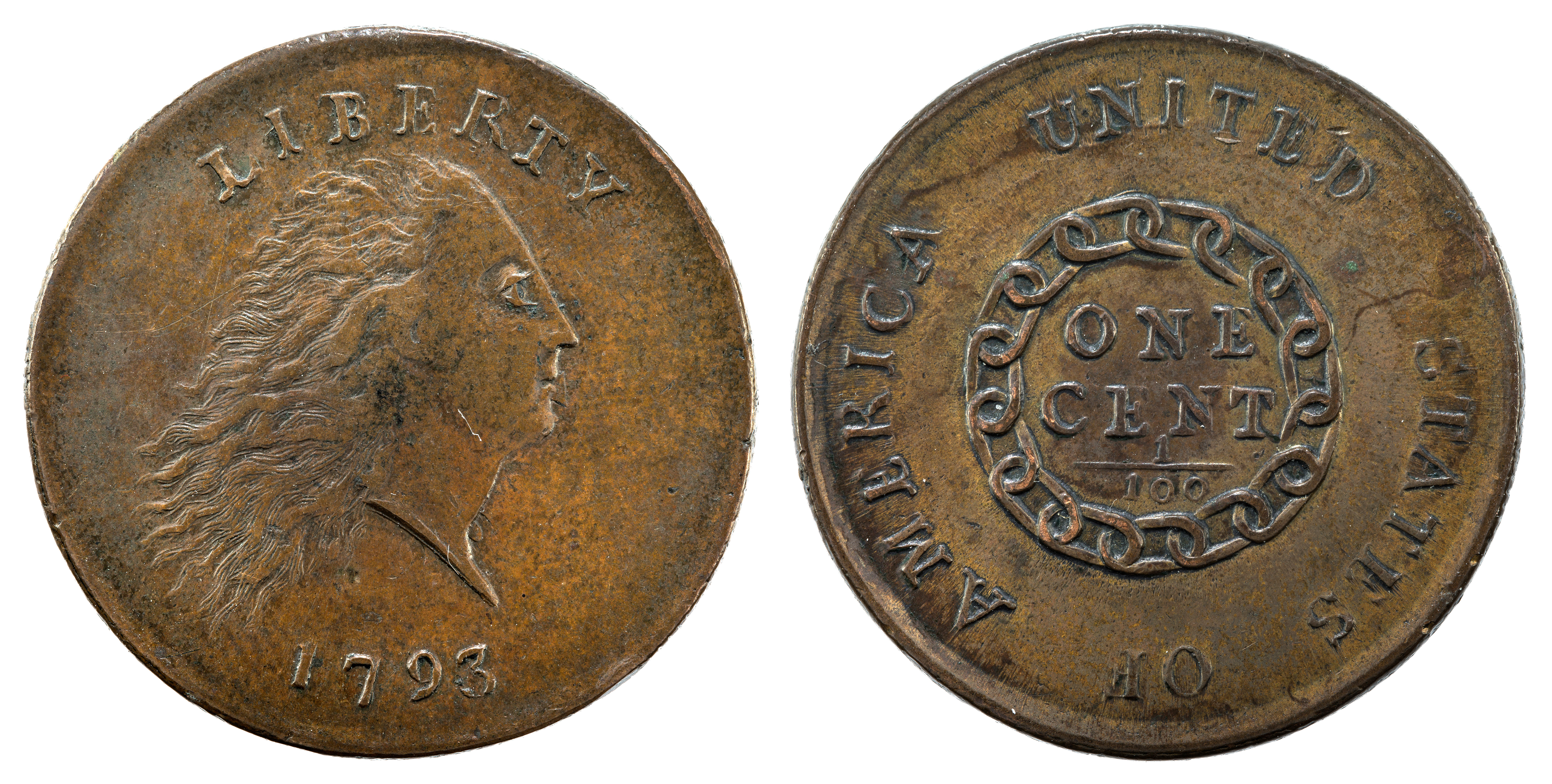
سنت من سلسلة الشعر المتدفق من عام 1793

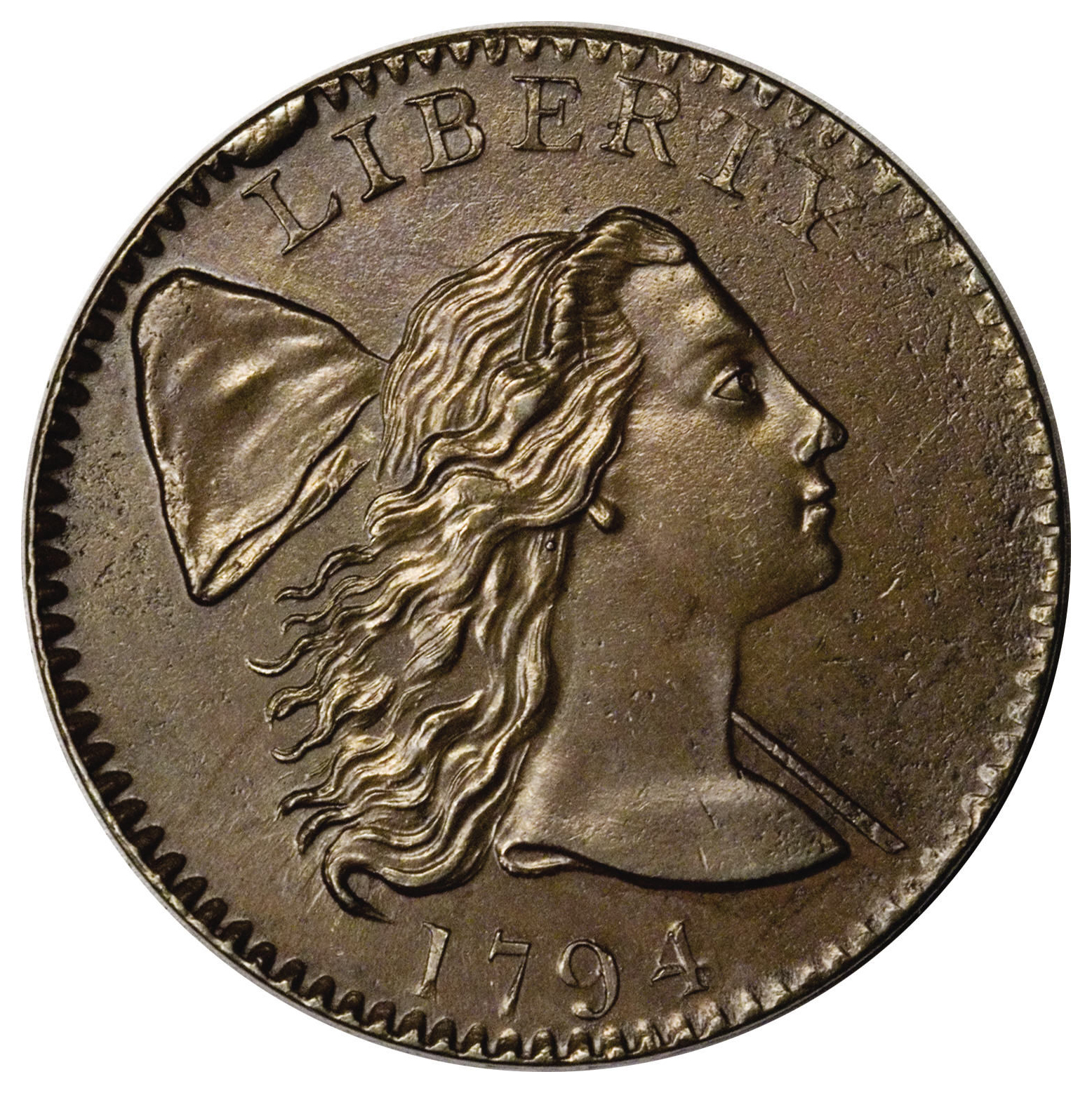
سنت كبير من عام 1794

كان الوجه الأمامي للعملة يحمل صورة تمثال نصفي للحرية بينما كان الوجه الخلفي يحمل حلقة من السلاسل. تعرض تصميم هنري فويجت لانتقادات شديدة في وقته بسبب عدم جاذبيته وإشارته الملحوظة إلى العبودية. ومع ذلك فقد تميزت بكونها أول عملة رسمية سكتها الحكومة الفيدرالية للولايات المتحدة على معداتها ومبانيها الخاصة، حيث سكت 36,103 قطعة منها. إن معدل بقائها المنخفض بالإضافة إلى صغر حجمها إلى جانب كونها أول إصدار فيدرالي منتظم وتصميمها ونوعها لمدة عام واحد قد خلق طلباً قوياً للغاية من أجيال علماء العملات. ونتيجة لذلك فإن جميع العينات الباقية تباع بأسعار مرتفعة تتراوح بين 2000-3000 دولار في أدنى حالة من الحفظ إلى أكثر من 500 ألف دولار في أعلى حالة.

### سنتات الشعر المتدفق إكليل الظهر (1793)

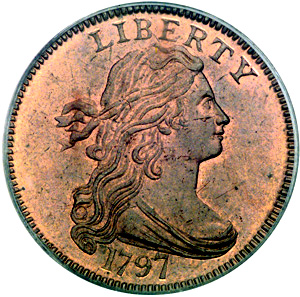
سنت كبير من عام 1797

وفي وقت لاحق من عام 1793 استسلمت دار سك العملة بأسلوب شديد السخرية أمر مدير دار سك العملة ديفيد ريتنهاوس آدم إيكفيلدت بمراجعة تصميمي الوجه والظهر. وأعيد تصميم تمثال الحرية بشعر أطول وأكثر وحشية وأزلت السلسلة من الخلف لصالح إكليل من الزهور. لم يتوصل العلماء بعد إلى قرار بشأن النبات أو النباتات التي صورت في الإكليل مع وجود العديد من الأصناف. حيث بلغ إجمالي عدد القطع النقدية التي سكت من ظهر الإكليل حوالي 63000 قطعة.

### سنتات ليبرتي كاب (1793-1796)

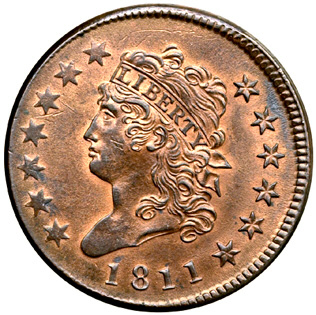
سنت كبير كلاسيكي من عام 1811

كان ريتنهاوس غير راضٍ عن تصميمات إيكفيلدت، ومع وجود انتقادات لعملات سنتات السلسلة حاضرة في ذهنه، فقد استأجر جوزيف رايت للقيام بإعادة تصميم أخرى في العام الأول المضطرب للفئة. واجه تصميم رايت ليبرتي على اليمين و"روّض" شعرها الجامح. تمت إضافة القبعة الفريجية كرمز قديم للحرية. تم تعديل التصميم العكسي ليصبح على شكل إكليل غار يمكن التعرف عليه، وكان للنقاش الرئيسي المستقبلي روبرت سكوت يد في العديد من المراجعات الطفيفة للتصميم على مدى السنوات الثلاث التالية.
كان هذا التصميم أكثر نجاحًا واستمر حتى عام 1796. ففي عام 1795 أصبحت القطع النقدية رقيقة للغاية بالنسبة لحروف الحافة بسبب تقليل الوزن لذا توقفت دار السك عن كتابة حروف الحافة على السنت وصنعت بقية هذه العملات المعدنية بحافة عادية. ومن المعروف أن أربع عملات معدنية من عام 1795 لها حافة مقصوصة.

### سنتات التمثال النصفي الملفوف (1796–1807)
قام روبرت سكوت بإعادة تصميم كامل العملة المعدنية للولايات المتحدة في عام 1796 حيث طبق تصميمًا جديدًا يضم تمثالًا نصفيًا للحرية يرتدي ستارة عند خط العنق وشريطًا في شعرها المتدفق. كما يتضمن تصميم الظهر الآن إكليلًا من الزيتون. كما هو الحال مع الأنواع السابقة أجريت العديد من المراجعات الطفيفة على التصميم في السنوات القليلة الأولى مع استمرار التصميم النهائي لعام 1797 حتى نهاية النوع في عام 1807.
حوالي عام 1860 استخدم قالب وجه معدل يعود لعام 1803 (أعيد نقش "1804") وقالب ظهر يعود لعام 1820 لإنشاء العديد من "عملات إعادة الضرب" غير الرسمية للعملة النادرة لعام 1804. مع أنها ليست سنتات أصلية من عام 1804 إلا أنها تجمع أحيانًا مع العملات الأصلية وتدرج في العديد من المجلات النقدية ودليل عملات الولايات المتحدة.

### سنتات الرأس الكلاسيكية (1808-1814)
عَيّن مدير دار سك العملة الجديد روبرت باترسون جون رايش كمساعد لكبير النقاشين سكوت لإعادة تصميم عملة سكوت درابد باست (إلى جانب كل تصميم العملات المعدنية المتداولة الأخرى). حيث يشتق اسم "الرأس الكلاسيكي" من الشارة التي كانت ترتديها ليبرتي على الوجه الأمامي مع أن الشارة كانت تُرتدى فقط من قبل الرياضيين الذكور في اليونان القديمة. وكان النحاس المستخدم خلال السنوات التي سكت فيها سنتات الرأس الكلاسيكية من نوعية أعلى ويحتوي على شوائب معدنية أقل. ونتيجة لذلك أصبحت أكثر ليونة وأكثر عرضة للتآكل والتلف بدرجة أسرع من الإصدارات السابقة أو اللاحقة. ونتيجة لذلك يصعب بوجه خاص الحصول على عينات عالية الجودة وغير متضررة وتحظى بأسعار مرتفعة عندما تظهر في السوق وخاصة تلك التي تتميز بلمعان السك الأصلي الأحمر أو البني المحمر.

### سنتات كورونيت (1815–1857)

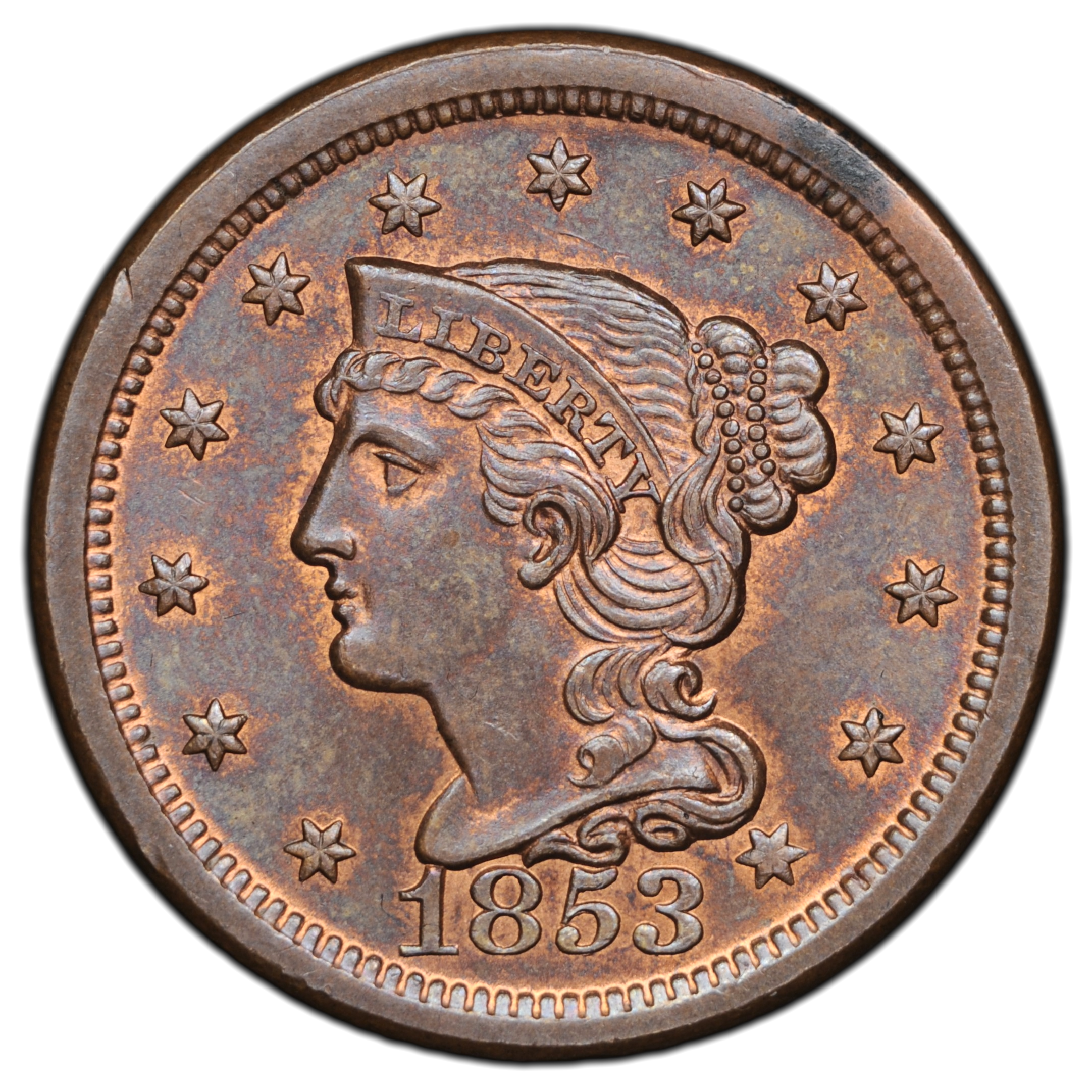
سنت من الشعر المضفر يعود لعام 1853

#### ماترون هيد أو التواريخ الوسطى (1815-1839)
ردًا على الانتقادات العامة للرأس الكلاسيكي كلف دار سك العملة كبير النقاشين الاسكتلندي بإعادة تصميم العملة في أبريل 1815 بعد حرب عام 1812. فأنتج 2 سنتات كبيرة فقط من ماترون هيد في عام 1815 على ألواح معدنية متبقية من عام 1814. قام هذا التصميم الأحدث بتكبير صورة الوجه الأمامي مما أعطى ليبرتي مظهرًا أكثر نضجًا (مما أدى إلى الإشارة إلى رأس ماترون هيد) وأحاط الصورة بالنجوم على طول الحافة الخارجية للعملة. عدل تصميم "رأس السيدة" في عام 1835 لإضفاء مظهر أصغر سنا على ليبرتي واستمر تصنيع عملات سنت رأس السيدة حتى عام 1839.
من المرجح أن تكون العملات المعدنية التي يعود تاريخها إلى عام 1823 قد سكت في عام 1824 حيث لا يوجد سجل لإنتاجها. ومع ذلك يبدو أنه صنع عدد كبير نسبيًا. على غرار عملة إعادة الضرب لعام 1804 أجريت العديد من "عملات إعادة الضرب" لهذا التاريخ في حوالي ستينيات وسبعينيات القرن التاسع عشر بواسطة طرف ثالث غير تابع لدار السك. ومع أنها ليست عملات سنتية أصلية من عام 1823 إلا أنها تجمع أحيانًا جنبًا إلى جنب مع نظيراتها الأصلية. لا يمكن الخلط بين إعادة الضربة والعملة الأصلية حيث سكت بوجه خلفي يعود إلى عام 1813.

#### الشعر المضفر أو التواريخ المتأخرة (1839-1857؛ 1868)
في مواجهة ردود فعل عامة سلبية أكثر أعاد تصميم عملات كورونيت في عام 1835 النقاش الرئيسي الجديد كريستيان جوبريشت. أدى هذا التغيير الرئيسي الأخير للعملة إلى تحديث الوجه الأمامي من خلال إعطاء ليبرتي مظهرًا أكثر نحافة وشبابًا. ثم استمرت التعديلات الطفيفة حتى عام 1843 وظل تصميم عام 1843 سائداً حتى نهاية سك العملة في عام 1857.
بعد حوالي 11 عامًا من توقف إنتاج السنت الكبير قام موظف في دار سك العملة بصك عدة سنتات كبيرة يعود تاريخها إلى عام 1868 ومن المؤكد تقريبًا أنها كانت مخصصة للبيع كقطع نادرة فورية لعلماء العملات. ومن المعروف أن حوالي اثني عشر ونصف من هذه الإصدارات غير الرسمية المصنوعة من النحاس والنيكل لا تزال باقية.

## الجمع
مع كثرة الأصناف والأخطاء وحالات القالب لهذه العملات المبكرة، أصبحت اليوم مسعى شعبيًا لجمعها. في عام 1966 وضع هربرت أ. سيلبرمان إعلانًا في مجلة كويين العالمية لقياس الاهتمام بنادي متخصص مخصص لجمع وبحث العملات النقدية الكبيرة من فئة السنت ونصف السنت والعملات النحاسية الأمريكية المبكرة. تعقد المجموعة مؤتمرًا سنويًا، وتنشر رسالة إخبارية ربع سنوية بيني-وايز وتجري اجتماعات وندوات في معظم مؤتمرات العملات الرئيسية.

## روابط خارجية
- معلومات كاملة عن السنت الأمريكي الكبير حسب السنة والنوع. التاريخ، الصور، السكت، دور السكت، الأقطار، الأوزان، محتويات المعادن، تصميمات الحواف، المصممين، والمزيد.
- صور سنت كبيرة
- صور سنتات كبيرة في الجمعية الأمريكية لعلم العملات